# Уэллс, Орсон
Джордж О́рсон Уэ́ллс (англ. George Orson Welles; 6 мая 1915 — 10 октября 1985) — американский кинорежиссёр, актёр, сценарист, который работал в театре, на радио и в кино. Его фильмы отмечены изобретательностью в технических решениях. Наиболее примечательные картины режиссёра — «Гражданин Кейн», «Печать зла», «Процесс» и «Леди из Шанхая». Уэллс занимает 16-ю строку в списке Американского института киноискусства среди величайших мужчин — легенд экрана классического голливудского кино.
В 2002 году Уэллс был признан величайшим режиссёром всех времён в двух опросах Британского института кино среди режиссёров и критиков, а исследование, основанное на мнениях критиков, списках лучших режиссёров и исторических ретроспективах, признало его самым известным режиссёром в истории кино.

## Биография
Будущий американский кинорежиссёр родился 6 мая 1915 года в городе Кеноша (штат Висконсин, США), расположенном на юго-западном берегу озера Мичиган. Родители не имели к кинематографу никакого отношения: отец, Ричард Хед Уэллс (1872—1930), был изобретателем-самоучкой, а мать, Беатриса Айвз, — известной в светских кругах пианисткой. С детства Орсон отличался выдающимися, многогранными способностями. Уже в десять лет он принимал участие в школьных спектаклях, а также активно содействовал театральной жизни за сценой (мастерил и разрисовывал декорации, руководил репетициями). Помимо этого, парень был отличным музыкантом, фокусником, а в знании пьес Шекспира едва ли кто-то из сверстников мог бы с ним соперничать.
При этом он серьёзно занимался живописью и в 1931 году отправился в Ирландию на этюды. После приобретения осла и повозки шестнадцатилетний Орсон остался практически без средств к существованию и некоторое время ночевал под этой повозкой. С наступлением холодов от такого образа жизни пришлось отказаться. Уэллс уезжает в Дублин, где тратит последние деньги на билет в театр «Гейт». Оказалось, однако, что тем самым он вытянул счастливый билет: на спектакле будущий режиссёр встречает своего однокашника, который знакомит его с директором театра. Оценив талант юноши, тот предлагает Орсону первую в его жизни роль в профессиональном театре.
После Ирландии Орсон уезжает дальше, в Испанию. Там юноша пробует себя в писательском ремесле — пишет детективы и очерки.
В последующие годы Уэллс возвращается в Америку. С помощью близкого друга и соратника, писателя Торнтона Уайлдера он устраивается актёром в передвижную театральную труппу. А 14 апреля 1936 года в гарлемском театре «Лафайет» состоялась премьера спектакля «Макбет» в постановке Орсона Уэллса. Эта его режиссёрская работа ознаменовалась громким скандалом и вызвала неоднозначные отзывы критиков и зрителей.
Во время работы в театре Орсон Уэллс познакомился с актрисой Вирджинией Николсон, они поженились в 1934 году.
После ряда постановок, в том числе нашумевшего спектакля по шекспировскому «Юлию Цезарю», который поразил публику и критиков новаторским подходом, и легендарной радиопостановки по роману Герберта Уэллса «Война миров» к молодому режиссёру проявил интерес Голливуд, где Уэллс настоял на контракте, предоставляющем ему творческую свободу. Однако его работы вызвали там неодобрение.
В июле и августе 1946 года Орсон Уэллс выпустил серию репортажей, посвящённых афроамериканцу и  ветерану Второй мировой войны Айзеку Вударду, который 12 февраля 1946 года, спустя несколько часов после демобилизации из ВС США, подвергся избиению со стороны полиции Южной Каролины, когда ехал на автобусе домой в Эйкен, будучи в военной форме. В результате побоев ветеран получил множество травм и потерял зрение.
В конце 1947 года Уэллс покинул Голливуд и обосновался в Европе, как он выразился, «ради свободы», но позже неоднократно возвращался в Соединённые Штаты. Первую свою роль в Европе Орсон Уэллс сыграл в американо-итальянском фильме «Чёрная магия». Фильм вышел в прокат в 1949 году.
С 1970-х годов Орсон Уэллс активно продолжал свою карьеру актёра, а также продолжал писать сценарии и снял два документальных фильма по своим прошлым работам: «Как снимался „Отелло“» (1978) и «Как снимался „Процесс“» (1981). В 1975 году Уэллс был удостоен премии Американского киноинститута «За выдающиеся заслуги в кинематографе» (Почётного «Оскара»).
В 1979 году Орсон Уэллс попытался создать своё шоу и даже снял пилотный выпуск «Шоу Орсона Уэллса», но передача на телевидении не прошла. В конце 1970-х годов Орсон снялся в серии реклам винной продукции. В 1982 году он принял участие в программе «Чтобы Польша была Польшей», чтобы выразить поддержку «Солидарности».
Уэллс продолжал сниматься до 1985 года. 10 октября 1985 года Уэллс дал своё последнее интервью на шоу Мерва Гриффина. Через два часа он скончался от сердечного приступа в своём доме в Голливуде (Лос-Анджелес, штат Калифорния) в возрасте семидесяти лет (в тот же день, что и Юл Бриннер). Останки Орсона Уэллса были кремированы, а пепел захоронен в имении Эль-Рекрео (в испанской Ронде), принадлежавшем его давнему знакомому, тореадору Антонио Ордоньесу.

## Творчество

### Работа в театре и радиоспектакли
Весной 1946 года Уэллс ставит на музыкальной сцене свою версию «Вокруг света за 80 дней» (по одноимённому роману Жюля Верна), которую в 1956 году экранизирует режиссёр Майкл Андерсон с Дэвидом Нивеном в главной роли.
Затем Уэллс приступил к созданию двух новых радиопостановок «The Mercury Summer Theatre» для компании CBS и «Orson Welles Commentaries» для ABC. Их нашумевший радиоспектакль по роману Г. Уэллса «Война миров», выдержанный в стиле радиорепортажей, вызвал панику среди слушателей, заставив часть аудитории поверить в реальность вторжения марсиан. «Orson Welles Commentaries» представляла политические комментарии событий в радиоэфире.

### Первые фильмы
В 1935 году Орсон Уэллс снял первый любительский фильм «Сердца эпохи» (The Hearts of Age). В фильме снялся сам Уэллс и его жена.
В 1938 году Орсон Уэллс снял немой художественный фильм-буффонаду «Слишком много Джонсона» — три киноновеллы, предназначенные для показа во время театральной постановки одноимённой комедии. После провала премьеры спектакля Уэллс отказался от завершения фильма и положил его на полку. Долгое время считалось, что в 1970 году фильм безвозвратно погиб при пожаре в доме режиссёра, но в 2008 году позитив фильма был обнаружен в Италии, а затем восстановлен американскими и голландскими реставраторами. Премьера «Слишком много Джонсона» была запланирована на 9 октября 2013 года.

### «Гражданин Кейн»
В 2000 году Американский киноинститут (American Film Institute) обнародовал список ста лучших американских фильмов, в котором «Гражданин Кейн» занял первое место.

### «Великолепные Эмберсоны»
Второй фильм Орсона Уэллса, «Великолепные Эмберсоны», беспощадно порезанный продюсерами и отчасти даже переснятый, шедевром вне времени не стал, но оставил неизменно узнаваемый стиль Орсона Уэллса, неподвластный никаким студийным ограничениям. Фильм был поставлен для компании «РКО-рэдио пикчерз» в 1942 году и рассказывал историю юного Джорджа Эмберсона, которому после смерти отца достались огромные деньги.
Фильм номинировался на премию «Оскар» 1943 года в четырёх категориях, но не получил ни одной статуэтки. После роли в «Великолепных Эмберсонах» Орсона Уэллса в 1943 году пригласили исполнить одну из ролей в фильме «Путешествие в страх». Именно эта роль стала отправной точкой карьеры молодого актёра.

### «Чужестранец»
Третий и последний фильм, созданный Уэллсом для «РКО-рэдио пикчерз», вышел в 1946 году. Орсон Уэллс согласился на некоторые уступки компании «РКО-рэдио пикчерз», фильм носил название «Чужестранец» и рассказывал о военных преступниках Второй мировой войны после её окончания.
Действие фильма происходит в 1946 году. Мистер Уилсон, член Комиссии по военным преступлениям, охотится за нацистским преступником Францем Киндлером, который приехал в США и живёт в Коннектикуте. Получив документы на имя Чарльза Рэнкина, Киндлер находит работу в университете и женится на Мэри Лонгстрит, дочери члена Верховного суда Адама Лонгстрита. Уилсон должен убедить жену Рэнкина, что её муж — военный преступник. Несмотря на то, что «Чужестранец» принёс прибыль в прокате, срок договора Уэллса и «RKO» истёк и не был продлён.

### «Леди из Шанхая»

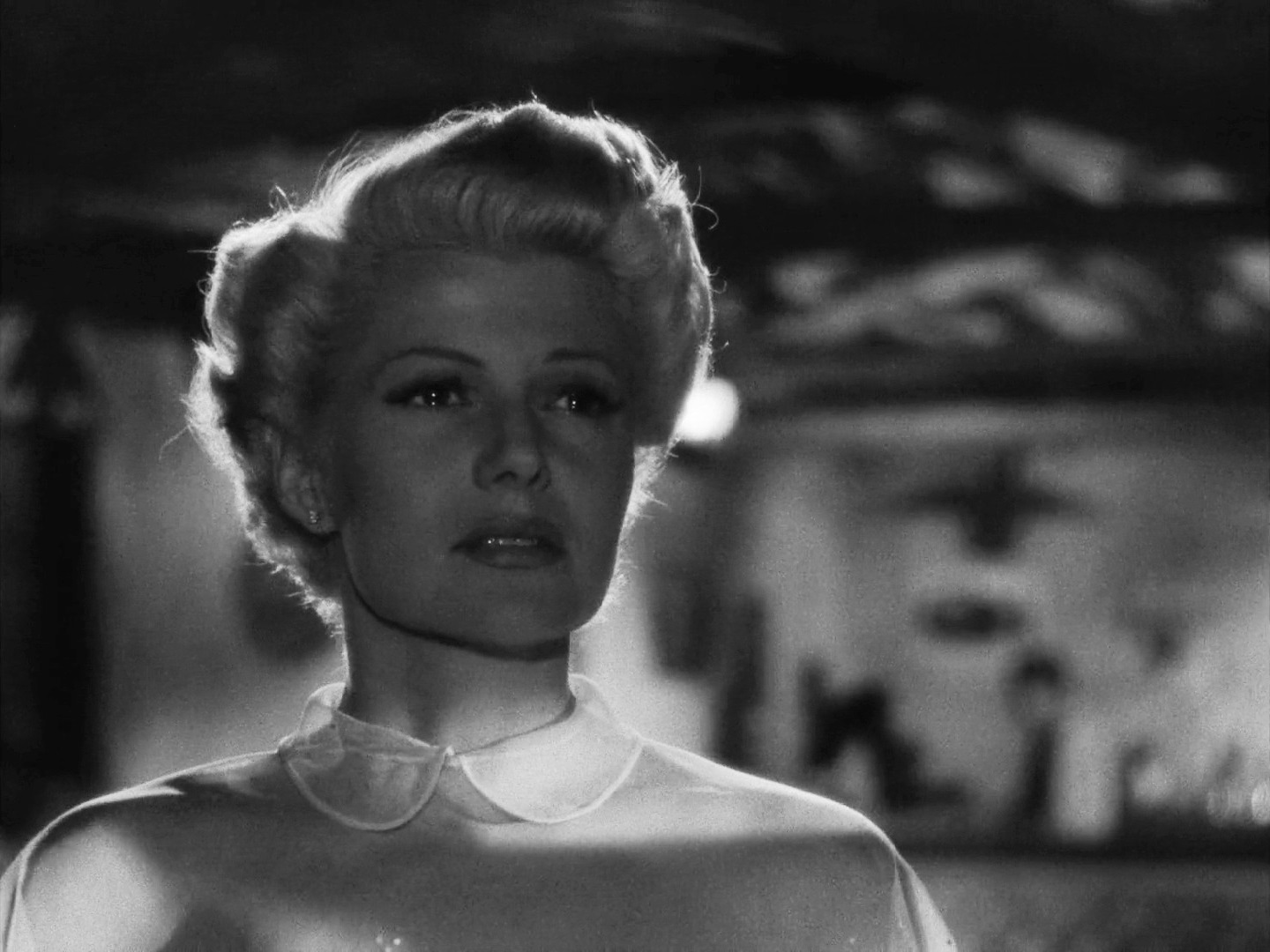
Рита Хейворт в роли Эльзы в фильме «Леди из Шанхая»

Художественный фильм «Леди из Шанхая», съёмки которого начались в конце 1946 и окончились в 1947 году, вышел на экраны во Франции 24 декабря 1947 года, а в США — 9 июня 1948 года. В одной из главных ролей (в роли Эльзы) Уэллс снял свою вторую жену — Риту Хейворт. «Леди из Шанхая» стала первой работой молодого режиссёра для студии Columbia Pictures. Большинство сцен фильма были сняты в Акапулько и в Сан-Франциско. После первого редактирования фильма Уэллс утвердил саундтрек и подготовил фильм к показу.
После релиза фильм имел грандиозный успех в Европе, но провалился в США, хотя позже большинство американских критиков признали «Леди из Шанхая» одним из лучших фильмов Орсона Уэллса.
После «Леди из Шанхая» Уэллс решил поставить фильм о французском серийном убийце Анри Ландрю. На главную роль он решил пригласить английского актёра и режиссёра Чарльза Чаплина. Но Чаплин заявил, что фильмы со своим участием всегда ставит сам — без всяких исключений. Он выкупил сценарий и основательно переделал его, оставив Уэллса как автора идеи. Фильм «Месье Верду» режиссёра Чаплина вышел в 1947 году.

### «Макбет»
В 1948 году Орсон Уэллс был утверждён компанией Republic Pictures как режиссёр картины «Макбет». Фильм больше был похож на театральную постановку, из-за небольшого бюджета в фильме использовались декорации из картона и папье-маше. Republic Pictures не была озабочена саундтреком к фильму, и Уэллс, взяв инициативу в свои руки, отправился в Европу для изменения и перезаписи звуковых дорожек. Вскоре Уэллс вернулся в Америку, где отредактировал и урезал плёнку по просьбе Republic Pictures. В конце 1970-х годов была выпущена полная версия фильма.

### «Бессмертная история»
В 1966 году Уэллс после переезда во Францию снимает для французского телевидения фильм «Бессмертная история» («Вечная история»), поставленный по одноимённому рассказу Карен Бликсен. В 1968 году была завершена работа над часовым фильмом, который после первого показа обрёл популярность среди французской публики.

### «Ф как фальшивка» и документальные фильмы
Этот свой последний полнометражный фильм Уэллс выпустил в 1975 году. Над ним Уэллс трудился в перерывах между работой над другими фильмами. Картина представляла собой псевдодокументальную ленту и являлась одновременно автобиографией и ироническим исследованием всевозможнейших проявлений феномена фальсификации.
В процессе съёмок фильма «Ф как Фальшивка» Уэллс использовал настоящий документальный фильм об Элмире де Хори (крупнейшем мастере художественной подделки) заново смонтировав материал, сделав многозначительные стоп-кадры и мимические диалоги. Уэллс сыграл себя; сидя за монтажным столом или в компании друзей, он не прекращал свой монолог. Получился своеобразный синтез художественного и документального фильма с открытой нарративной структурой, которая состояла из концентрических кругов, вращающихся вокруг темы фальсификации.

### Нереализованные проекты
После окончания фильма «Гражданин Кейн» режиссёр планировал создать экранизацию жизни Христа, где он сам должен был играть Иисуса.
За фильм «Дон Кихот» режиссёр пытался взяться несколько раз, начиная с середины 1950-х. Он планировал перенести действие картины в современность, однако он так и не смог найти достаточно средств, чтобы закончить фильм.
После работы во Франции, в 1967 году Орсон Уэллс приступил к съёмкам фильма «Глубина» по новелле Чарлза Уильямса «Мёртвый омут». Но работа над фильмом была остановлена после смерти Лоуренса Харви, исполнителя одной из ключевых ролей, задолго до конца съёмок. Позже сохранившиеся материалы фильма были отредактированы и показаны Мюнхенским киномузеем.
По возвращении в США Уэллс начинает снимать свой новый фильм «Другая сторона ветра», сценарий для которого был написан в конце 1960-х годов. В 1972 году сам Уэллс объявил, что работа над фильмом завершена примерно на 96 %. Но проект не был завершён, и премьера фильма не состоялась.
С 1980 по 1982 годы Уэллс снимает фильм «Мечтатели», сценарий фильма был основан на двух новеллах Карен Бликсен, но проект так и не был завершён. В период с 1982 по 1983 Уэллс записал свой голос для хэви-метал-рок-группы Manowar. Уэллс подарил свой голос короткому телесериалу «Сцены преступления» и герою телесериала «Частный детектив Магнум». Его последней ролью в кино стало появление в телесериале «Детективное агентство «Лунный свет»» и озвучивание Юникрона в мультфильме «Трансформеры».

## Режиссёрский почерк

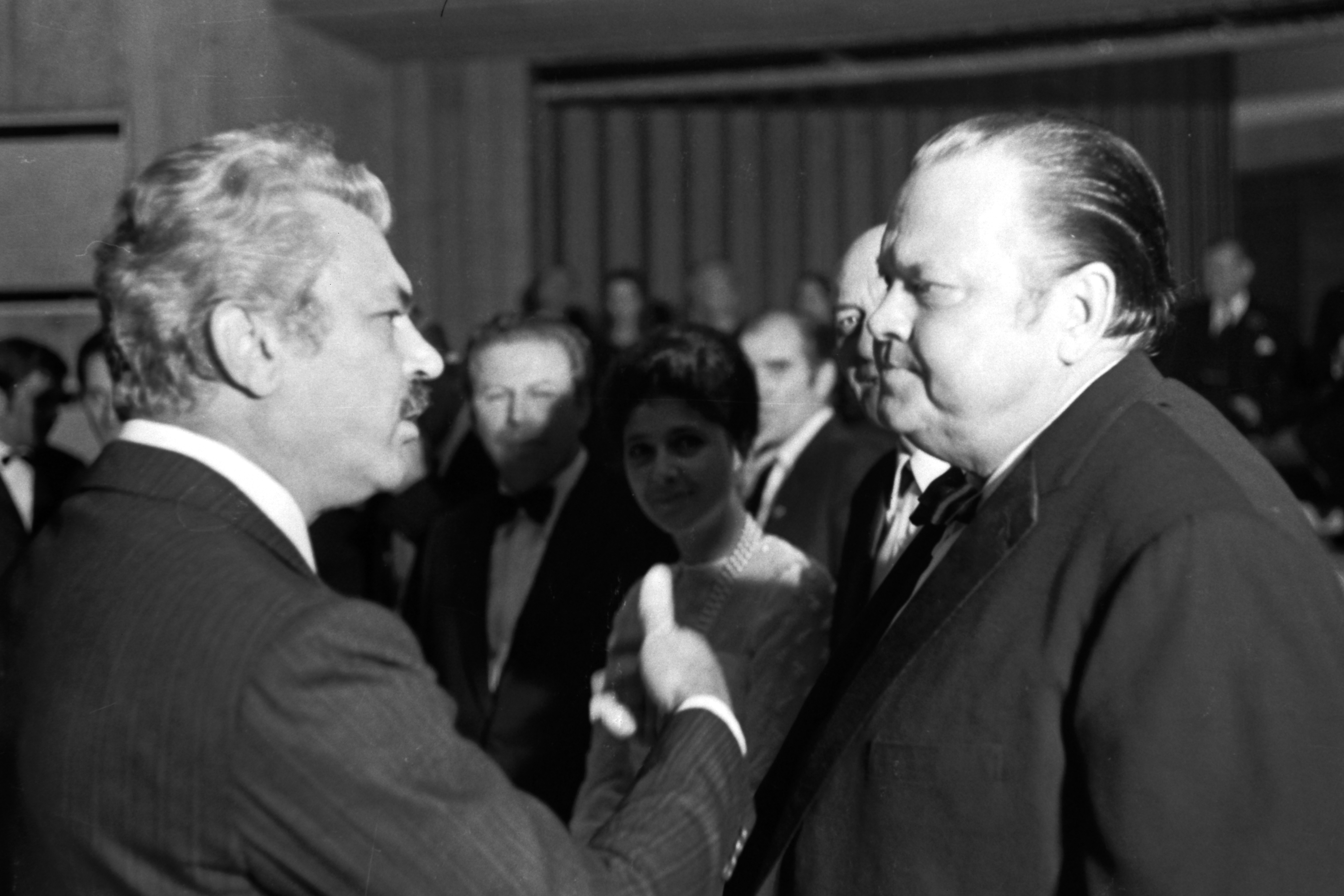
Орсон Уэллс (справа) и Сергей Бондарчук на премьере фильма «Битва на Неретве» в Сараево (ноябрь 1969)

Характерным для творчества Уэллса является частое использование зеркальных отражений и теней.
- «Я хочу представить вам фильм о мошенничестве, о фальсификации, о лжи. Любая история, будь она рассказана на рынке, у камина или в кино, почти наверняка лжива, но обещаю вам, что на этот раз всё будет иначе. Всё, что вы услышите от нас в течение следующего часа, будет правдой, основанной на проверенных фактах».— о фильме «Ф как Фальшивка».
- «Уже в „Гражданине Кейне“, но ещё с большей силой в последующих картинах Орсона Уэллса выражено его чрезвычайно личное, открытое и благородное видение мира». — Франсуа Трюффо.
- «Орсон Уэллс, этот капризный гений, везде соблюдает личный интерес и прямо говорит нам следующее: „прошу прощения за то, что я негодяй; моей вины нет в том, что я гений; я умираю, любите меня“». — Франсуа Трюффо.

В 2018 году производное прилагательное от фамилии режиссёра Wellesian было включено в Оксфордский словарь английского языка.

## Культурное влияние

### На кино
- "…"Великолепных Эмберсонов" я посмотрел на несколько лет раньше и долго был под сильным впечатлением. А увидев «Гражданина Кейна», был столь же ошарашен, сколь и все вокруг". — Федерико Феллини.
- «Мои любимые фильмы Уэллса — „Леди из Шанхая“ и, конечно же, „Печать зла“. Потрясающий фильм! Я часто возвращаюсь к нему, мы несколько раз пересматривали его вместе с Томом Эллингом. А ещё я питаю слабость к „Леди из Шанхая“, наверное, из-за всех этих фокусов с зеркальными отражениями. Сцена в зале с зеркалами просто гениальна, её цитирует Вуди Аллен в фильме „Загадочное убийство в Манхеттене“». — Ларс фон Триер.

### На музыку
Кроме кинофильмов, вклад Уэллса есть и в музыке. Американский хэви-метал-коллектив Manowar вставил его голос в свои песни «Dark Avenger» и «Defender». В этих песнях Уэллс выступает как повествователь. «Dark Avenger» вышел в 1982 году в альбоме «Battle Hymns». «Defender» же существует в двух версиях. Оригинальная версия была записана ориентировочно в 1983 году, а альбомная, переделанная, вышла в 1987 году в альбоме «Fighting The World», уже после смерти самого Уэллса.
Кроме того, голос Орсона Уэллса можно услышать и в альбоме известной арт-рок группы Alan Parsons Project Tales of Mystery and Imagination (обновлённое CD-переиздание 1987 года), где он также выступил в роли повествователя.

## Избранная фильмография

### Режиссёр
- 1938 — Слишком много Джонсона / Too much Johnson
- 1941 — Гражданин Кейн / Citizen Kane
- 1942 — Великолепные Эмберсоны / The Magnificent Ambersons
- 1946 — Чужестранец / The Stranger
- 1947 — Леди из Шанхая / The Lady from Shanghai
- 1948 — Макбет / Macbeth
- 1949 — Чёрная магия / Black Magic
- 1952 — Отелло / The Tragedy of Othello: The Moor of Venice
- 1955 — Мистер Аркадин / Mr. Arkadin
- 1958 — Печать зла / Touch of Evil
- 1962 — Процесс / Le procès
- 1965 — Полуночные колокола (Фальстаф) / Campanadas a medianoche
- 1968 — Бессмертная история / The Immortal Story
- 1969 — Дон Кихот / Don Quijote de Orson Welles
- 1975 — Ф как фальшивка / F for Fake
- 2018 — Другая сторона ветра / The Other Side of the Wind

### Актёр
- 1943 — Джейн Эйр / Jane Eyre — Эдвард Рочестер
- 1946 — Вечное завтра / Tomorrow Is Forever — Джон Макдональд, Эрих Кесслер
- 1949 — Третий человек / The Third Man — Гарри Лайм
- 1950 — Чёрная роза / The Black Rose — Баян
- 1951 — Отелло / The Tragedy of Othello: The Moor of Venice — Отелло
- 1954 — Тайны Версаля / Si Versailles m'était conté — Бенджамин Франклин
- 1956 — Моби Дик / Moby Dick — отец Мэппл
- 1958 — Долгое жаркое лето — Уилл Варнер
- 1959 — Насилие / Compulsion — Джонатан Уилк
- 1961 — Татары / The Tartars — татарский хан Бурундай
- 1961 — Лафайет / La Fayette — Бенджамин Франклин
- 1966 — Горит ли Париж? / Paris brûle-t-il? — консул Швеции Рауль Нордлинг
- 1966 — Человек на все времена / A Man for All Seasons — кардинал Уолси
- 1967 — Казино «Рояль» — Ле Шифр
- 1967 — Моряк с Гибралтара / Le Marin de Gibraltar
- 1969 — Один из тринадцати — Морис Маркау
- 1970 — Письмо из Кремля / The Kremlin Letter — Брезнавич
- 1970 — Уловка-22 / Catch-22 — Brigadier general Dreedle — бригадный генерал Дридл
- 1970 — Ватерлоо / Waterloo — Людовик XVIII
- 1971 — Мальпертюи/ Malpertuis — Кассевиус
- 1972 — Остров сокровищ / Treasure Island — Джон Сильвер
- 1980 — Тайна Николы Теслы / Tajna Nikole Tesle — Дж. П. Морган

## Награды

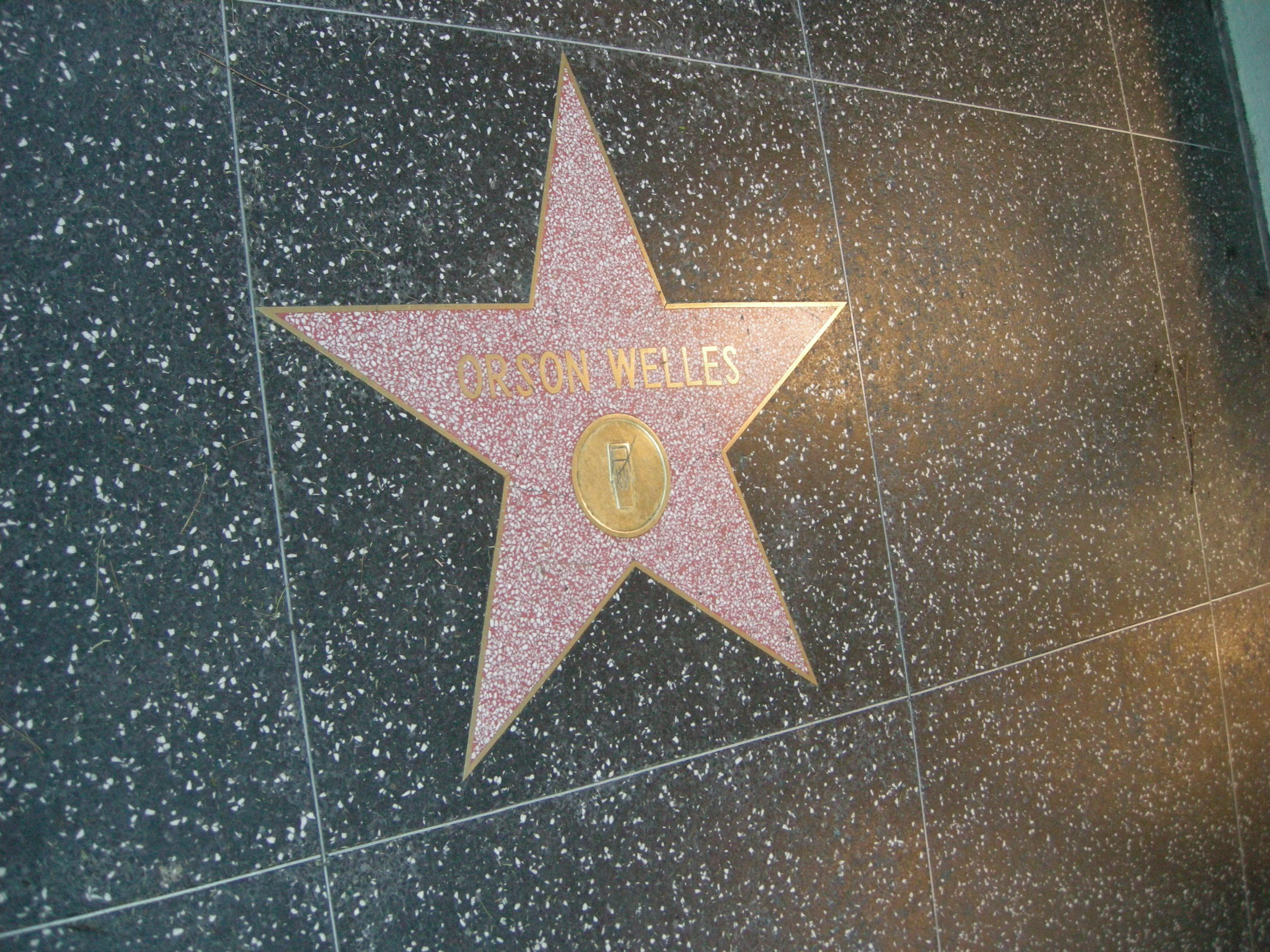
Звезда Уэллса на голливудской «Аллее славы»

- Премия «Оскар» за лучший оригинальный сценарий 1941 года за фильм «Гражданин Кейн» (вместе с Херманом Манкевичем)
- «Золотая пальмовая ветвь» в 1952 году за фильм «Отелло»
- Серебряная премия Каннского кинофестиваля за лучшую мужскую роль в фильме «Насилие» (1959 год)
- Награда Французского общества кинокритиков в 1964 году за фильм «Процесс»
- Технический гран-при Каннского кинофестиваля в 1966 году за фильм «Полуночные колокола»
- Юбилейный приз в честь 20-летия Каннского кинофестиваля в 1966 году за фильм «Полуночные колокола»
- Золотой лев за вклад в мировой кинематограф (Венецианский кинофестиваль, 1970 год)
- Почётный «Оскар» за выдающуюся карьеру (1971).
- Премия Американского киноинститута «За выдающиеся заслуги в кинематографе» в 1975 году